# Моршинино
Морши́нино — деревня в Верхнесалдинском городском округе Свердловской области. Центр сельской администрации деревни Моршинино.

## География
Моршинино расположено на левом берегу реки Тагил, в 34 километрах к северо-востоку от города Верхней Салды.

### Часовой пояс
Моршинино, как и вся Свердловская область, находится в часовой зоне МСК+2. Смещение применяемого времени относительно UTC составляет +5:00.

## Население
| 2002 | 2010 | 2021 |
| ---- | ---- | ---- |
| 16   | ↘4   | ↗12  |